# Pacal de Grote
K'inich Janaab' Pakal, beter bekend als Pacal de Grote (26 maart 605 — 31 augustus 683) was ahau van Palenque vanaf 29 juli 615. In 1952 ontdekte de Mexicaanse archeoloog Alberto Ruz zijn graf, dat nieuw inzicht verschafte in de begrafenisriten van de Maya's.
Pacal "de Grote" was de zoon van de regerende vorstin Zac-Kuk en Kan-Bahlum-Mo' en deze vererving in de vrouwelijk lijn betekende een breuk in de goddelijke dynastie van de mythische Kix-Chan die over Palenque geregeerd zou hebben vanaf 28 maart 967 v.Chr.. Hij was de kleinzoon van ene Pacal I die zelf nooit geregeerd had, maar ook de zoon van een regerend vorstin was, vrouwe Kanal-Ikal.
Om zijn recht op de troon te bevestigen beeldt Pacal zowel zijn moeder als zijn overgrootmoeder uitgebreid af op de inscripties die hij heeft achtergelaten. Pacal liet een groot aantal gebouwen achter, zoals de Olvidado tempel in het westen van de stad, de graftempel, en de huizen E,B en C van het Paleis. Zijn tijd was een tijd van belangrijke ontwikkelingen in de architectuur.
Het epitheton 'de Grote' is een moderne conventie en berust vermoedelijk op (a) de omvang van zijn bouwopdrachten of (b) een analogie met figuren als Alexander de Grote en Karel de Grote, en de daarin naar voren komende wens een soortgelijk perspectief voor de oude Maya-geschiedenis te ontwerpen. Of de grootheid van Pacal uit nog iets anders bestond dan uit een grote bouwlust en een grote grafkelder, is tot op heden onbekend.